# ポリクセナ (小惑星)
ポリクセナ (595 Polyxena) は小惑星帯に位置する小惑星である。ハイデルベルクでアウグスト・コプフによって発見された。
イリオスの王プリアモスとヘカベーの娘、ポリュクセネーにちなんで命名された。